# Morocus acutus
Morocus acutus är en mångfotingart som beskrevs av Mark Alderweireldt och Henrik Enghoff 1998. Morocus acutus ingår i släktet Morocus och familjen Oxydesmidae. Inga underarter finns listade i Catalogue of Life.